# Balatoni berkek
Balatoni berkek este o arie protejată (arie de protecție specială avifaunistică — SPA) din Ungaria întinsă pe o suprafață de 8.648,91 ha, integral pe uscat.

## Localizare
Centrul sitului Balatoni berkek este situat la coordonatele 46°40′42″N 17°35′06″E / 46.6783°N 17.585°E.

## Înființare
Situl Balatoni berkek a fost declarat arie de protecție specială avifaunistică în mai 2004 pentru a proteja 63 de specii de animale.

## Biodiversitate
Situată în ecoregiunea panonică, aria protejată nu include niciun habitat protejat.
La baza desemnării sitului se află mai multe specii protejate de  păsări (63): privighetoare-de-baltă (Acrocephalus melanopogon), pescăruș albastru (Alcedo atthis), rață mare (Anas platyrhynchos), rață cârâitoare (Anas querquedula), rață pestriță (Anas strepera), gârliță mare (Anser albifrons), gâscă cenușie (Anser anser), gârliță mică (Anser erythropus), gâscă de semănătură (Anser fabalis), acvilă de câmp (Aquila heliaca), acvilă țipătoare mică (Aquila pomarina), stârc roșu (Ardea purpurea), stârc galben (Ardeola ralloides), ciuf de câmp (Asio flammeus), rață-cu-cap-castaniu (Aythya ferina), rață roșie (Aythya nyroca), buhai de baltă (Botaurus stellaris), gâsca cu piept roșu (Branta ruficollis), caprimulg (Caprimulgus europaeus), chirighiță-cu-obraz-alb (Chlidonias hybridus), chirighiță neagră (Chlidonias niger), barză albă (Ciconia ciconia), barză neagră (Ciconia nigra), șerpar (Circaetus gallicus), erete de stuf (Circus aeruginosus), erete vânăt (Circus cyaneus), erete cenușiu (Circus pygargus), cristeiul de câmp (Crex crex), ciocănitoarea de stejar (Dendrocopos medius), ciocănitoare de grădină (Dendrocopos syriacus), ciocănitoare neagră (Dryocopus martius), egretă albă (Egretta alba), egretă mică (Egretta garzetta), vânturel de seară (Falco vespertinus), muscar-gulerat (Ficedula albicollis), cocor (Grus grus), codalb (Haliaeetus albicilla), piciorong (Himantopus himantopus), stârc pitic (Ixobrychus minutus), sfrâncioc roșiatic (Lanius collurio), pescăruș-cu-cap-negru (Larus melanocephalus), ciocârlie de pădure (Lullula arborea), gușă albastră (Luscinia svecica), gaia neagră (Milvus migrans), stârc de noapte (Nycticorax nycticorax), vultur pescar (Pandion haliaetus), pițigoi de stuf (Panurus biarmicus), viespar (Pernis apivorus), cormoran mic (Phalacrocorax pygmeus), bătăuș (Philomachus pugnax), ciocănitoare verzuie (Picus canus), lopătar (Platalea leucorodia), țigănuș (Plegadis falcinellus), corcodel-cu-gât-negru (Podiceps nigricollis), cresteț cenușiu (Porzana parva), cresteț pestriț (Porzana porzana), cristei de baltă (Rallus aquaticus), ciocântors (Recurvirostra avosetta), pițigoi-pungar (Remiz pendulinus), chiră de baltă (Sterna hirundo), silvie porumbacă (Sylvia nisoria), corcodel mic (Tachybaptus ruficollis), fluierarul cu picioare roșii (Tringa totanus).